# Johann Christian Reil
Johann Christian Reil n. 20 februarie 1759, Rhaude⁠(d), Saxonia Inferioară, Germania – d. 22 noiembrie 1813, Halle (Saale), Regatul Prusiei) a fost un medic, fiziolog, anatomist și psihiatru german. A fost primul care a utilizat cuvântul psihiatrie.

## Biografie
S-a născut la Rhaude.
A fost profesor de medicină la universitățile din Halle și din Berlin și medicul lui Johann Wolfgang von Goethe. Printre studenții săi, l-a avut pe Johann Friedrich Meckel. 
Reil moare de tifos la Halle, boală contractată de la bolnavii pe care îi trata.

## Activitatea
Împreună cu Johann Christoph Hoffbauer, publică, între 1808 și 1812, Beyträge zur Beförderung einer Kurmethode ("Contribuții la promovarea unei noi metode terapeutice"). În primul volum al acestui periodic, utilizează, pentru prima dată, termenul Psychiaterie, care devine ulterior Psychiatrie ("psihiatrie").

### Scrieri
- 1785: Diätetischer Hausarzt für meine Landsleute, praktischer Ratgeber ("Medicul de casă pentru țăranii mei, sfaturi practice")[7]
- 1803: Rhapsodieen über die Anwendung der psychischen Kurmethode auf Geisteszerrüttungen ("Rapsodii asupra utilizării metodei terapeutice pentru bolile sufletului")
- 1815: Entwurf einer allgemeinen Pathologie ("Proiect de patologie generală")
- 1808: Beyträge zur Beförderung einer Kurmethode ("Contribuții la stimularea unei noi metode terapeutice")
- 1800: Archiv für die Physiologie ("Arhiva pentru fiziologie")